# Leptaulax datar
Leptaulax datar es una especie de coleóptero de la familia Passalidae.

## Distribución geográfica
Habita en Sumatra, Península de Malaca y  Borneo.